# Sân bay Bôn Ngưu Thường Châu

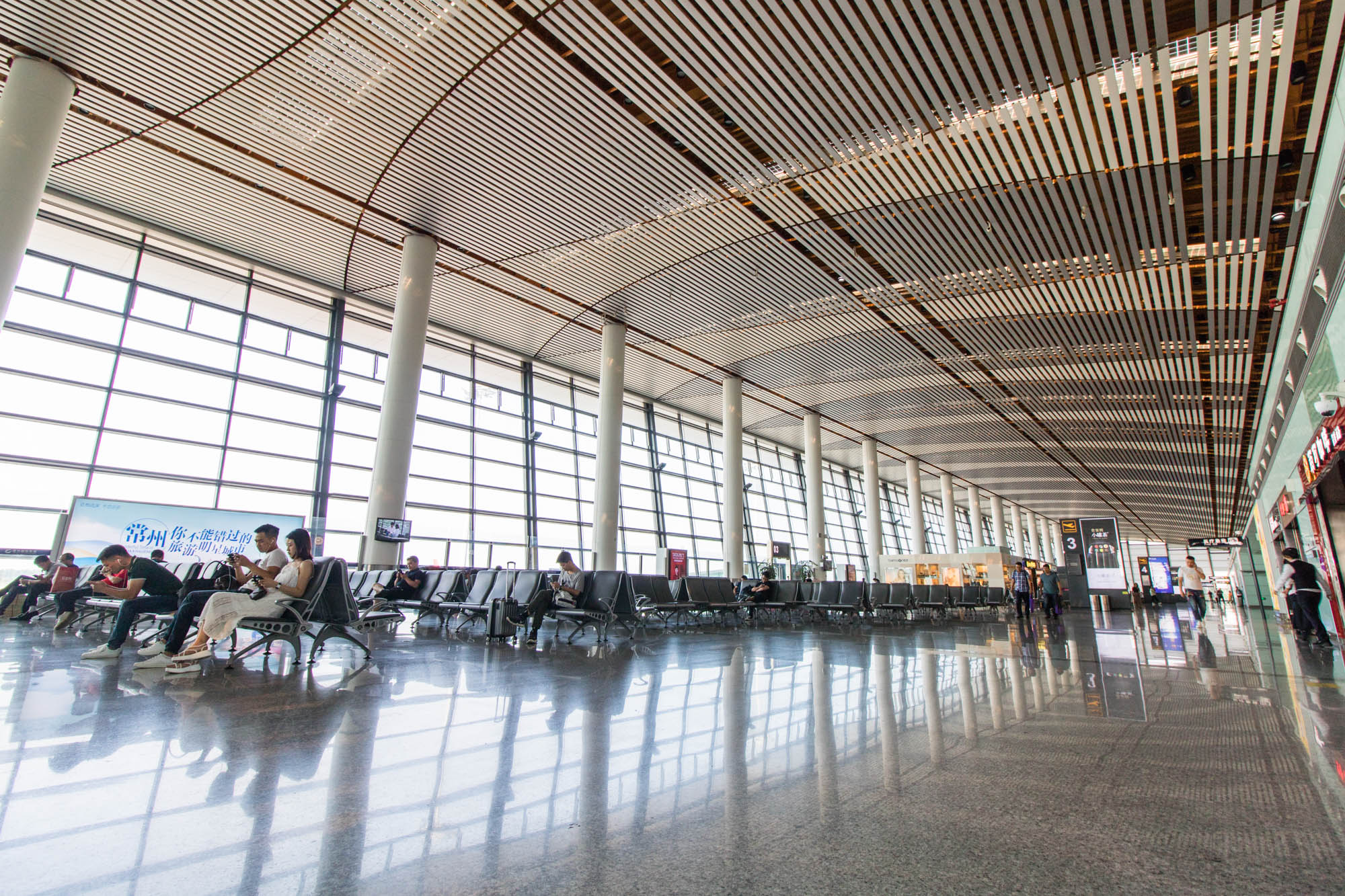
Bên trong nhà ga của Sân bay Bôn Ngưu Thường Châu

Sân bay Bôn Ngưu Thường Châu (giản thể: 常州奔牛机场; phồn thể: 常州奔牛機場; bính âm: Chángzhōu Bēnniú Jīchǎng) (IATA: CZX, ICAO: ZSCG) là một sân bay (cảng hàng không, phi trường) ở Thường Châu, Giang Tô, Cộng hòa Nhân dân Trung Hoa.

## Các hãng hàng không và tuyến bay
| Hãng hàng không         | Các điểm đến                                            |
| ----------------------- | ------------------------------------------------------- |
| Air China               | Bắc Kinh-Thủ đô                                         |
| China Eastern Airlines  | Bắc Kinh-Thủ đô                                         |
| China Southern Airlines | Thành Đô, Đại Liên, Quảng Châu                          |
| Shenzhen Airlines       | Quảng Châu, Cáp Nhĩ Tân, Thẩm Dương, Thâm Quyến, Hạ Môn |
| Vietnam Airlines        | Nha Trang                                               |
| VietJet Air             | Thuê chuyến: Đà Nẵng, Nha Trang                         |